# Jack Sharkey
Jack Sharkey (Binghamton, Nueva York, 26 de octubre de 1902 - Beverly, Massachusetts, 17 de agosto de 1994) fue un boxeador estadounidense de ascendencia lituana que llegó a ser campeón del mundo de los pesos pesados en la década del 30.

## Biografía
Nació en una época en la cual era habitual el cambio de nombre por lo que cambió su nombre de nacimiento, Joseph Paul Zukauskas por el apellido de un boxeador irlandés muy popular en su época pero ya retirado, "Sailor Tom" Sharkey (1873-1953).
En 1929, en un combate en el Yankee Stadium, Sharkey derrotó por nocaut al excampeón semipesados Tommy Loughran en el tercer asalto, consiguiendo así el título de los Estados Unidos, categoría peso pesado. Esta victoria le dio la oportunidad de pelear por el título mundial que estaba vacante ante el boxeador alemán Max Schmeling. El 12 de junio de 1930, se realizó el combate en el cual Sharkey fue descalificado en el cuarto asalto, después de golpear a Schmeling por debajo de la cintura (golpe bajo). Esta fue la única ocasión en la historia del boxeo que en un campeonato del mundo se descalificase a un boxeador.
El 12 de octubre de 1931, Sharkey derrotó al italiano Primo Carnera, y entonces le dieron otra posibilidad para pelear por el título por segunda vez ante Schmeling. El 21 de junio de 1932, en el Madison Square Garden de Nueva York, Sharkey derrotó a Schmeling en la revancha proclamándose nuevo campeón mundial en una decisión no unánime muy polémica.
En su primera defensa, Sharkey perdió su campeonato, el 29 de junio de 1933 en la revancha ante el italiano Primo Carnera. Después de este combate perdió otros dos ante King Levinsky y Tommy Loughran (cuatro años antes le había ganado) y estuvo durante dos años sin pelear hasta que volvió en 1935. Después de cuatro combates más en los cuales ganó dos, perdió uno y empató otro, se enfrentó a Joe Louis, que lo derrotó fácilmente por nocaut en tres asaltos.
En 1994, Jack Sharkey fue incluido en el Salón Internacional de la Fama del Boxeo. Murió el 17 de agosto de 1994 debido a una parada respiratoria.